# Kardex Group
Kardex é o nome (ou parte do nome) de empresas que remontam à Rand Ledger, fundada em 1898, que estiveram intimamente associadas ao desenvolvimento do "index card" como um dispositivo comum de armazenamento de dados de negócios, e que também foram associadas a entidades que eventualmente tornaram-se parte da Unisys.
Kardex como um nome de empresa foi introduzido em 1915, ficou sumido em 1927 (permaneceu como uma marca e um nome de divisão) e foi revivido em 1978. Atualmente é administrado pelo Kardex Group, com sede em Zurique, Suíça, que fabrica componentes de sistemas de arquivamento, bem como muitos outros produtos para o manuseio de materiais e informações, principalmente na forma física. Kardex também se tornou uma marca comercial genérica nos serviços de saúde do Reino Unido e da Irlanda para se referir a um registro de administração de medicamentos.

## As empresas
- Empresas separadas lideradas pela Rand (1898–1925)
  - Rand Ledger (1898–1925)[1][2][3]
  - American Kardex (1915–1925)
- Rand Kardex Bureau (1925–1927)[4][5]
- Remington Rand (1927–1955)[6]
- Sperry Rand (1955–1978)
- Kardex Systems (1978–2008)[7][8][9]
- Kardex Group (a partir de 2008)[10]

## References
1. ↑  «James Henry Rand Dead At 81». New York Times. 4 de junho de 1968
2. ↑  Ingham, John N. (1983). Biographical Dictionary of American Business Leaders. [S.l.]: Greenwood Press. ISBN 978-0824778491
3. ↑  «Kardex Systems Inc.». AECinfo.com. Consultado em 11 de setembro de 2014
4. ↑  Chapter 3, Get Organized at Home! How to Always Find What You are Looking For, Kindle edition.
5. ↑  Library Bureau Systems of Vertical Filing with Interchangeable Unit Cabinets, Library Bureau, 1903, pp. 1–7.
6. ↑  Saunders, Cece; Schneiderman-Fox, Faline (2010). Documentation – Remington Rand Facility, 180 Johnson Street, Middletown, Connecticut (PDF). [S.l.]: Historical Perspectives, Inc. p. 6. Consultado em 11 de setembro de 2014. Cópia arquivada (PDF) em 4 de março de 2016
7. ↑  «About Randex (Serving Europe, Middle East, Asia and Australasia)». Randex website. Consultado em 5 de junho de 2018
8. ↑  «Kardex». Expo21XX. Consultado em 12 de setembro de 2014
9. ↑  MH&L Staff (1 de maio de 2003). «Rack Enterprises Inc. Acquires Kardex Systems Inc.». Material Handling & Logistics. Consultado em 11 de setembro de 2014
10. ↑  «Company Overview of Kardex Systems Inc.». Bloomberg BusinessWeek. Consultado em 11 de setembro de 2014